# ويليام كيفيدو
ويليام كيفيدو (بالفرنسية: William Quevedo)‏ هو لاعب كرة قدم فرنسي في مركز الدفاع، ولد في 8 مايو 1971 في مونبلييه في فرنسا. لعب مع موريرينسي ونادي بوافيشتا ونادي روديز ونادي سوشو.

## وصلات خارجية
- ويليام كيفيدو على موقع قاعدة بيانات كرة القدم.إي يو (الإنجليزية)
- ويليام كيفيدو على موقع عالم كرة القدم.نت (الإنجليزية)